# High Hopes (canção de Pink Floyd)
"High Hopes" é uma canção da banda de rock progressivo Pink Floyd, lançada em 1994 como single do álbum The Division Bell. Foi escrita por David Gilmour e Polly Samson. Foi a primeira faixa a ser escrita, mas a última a ser gravada para o álbum. Suas letras falam das coisas que se podem ter ganho e perdido na vida, escrito a partir de um ângulo autobiográfico de Gilmour, que já havia  mencionado que a canção  é mais sobre seus primeiros dias como músico e deixando  para trás sua cidade natal. Douglas Adams, um amigo de Gilmour, escolheu o título do álbum a partir de um verso na música.
"High Hopes" foi incluída na compilação de 2001, Echoes: The Best of  Pink Floyd, e foi, através de um de seus versos, a escolha do título do álbum The Endless River. Gilmour incluiu a canção no seu show solo em Pompéia em julho de 2016.

## Versões
- A banda finlandesa de symphonic metal Nightwish gravou uma versão da música, no álbum lançado em 2005 Highest Hopes. High Hopes está presente também no DVD da banda End of an Era.
- O projeto musical Gregorian gravou uma versão em canto gregoriano no ano de 2003 em seu álbum Masters of Chant Chapter IV.
- A banda alemã Sylvan gravou uma versão, em 2000, presente no álbum Signs of Life – A Tribute to Pink Floyd.
- A banda francesa de power metal Karelia, em 2005 gravou uma versão presente no álbum Raise.
- A banda alemã de Metalcore Caliban, em 2012, fez mais uma versão desta música (álbum I Am Nemesis).
- A banda bósnia Aesthetic Empathy, em 2011.

## Ficha técnica
Banda
- David Gilmour – vocal, violão clássico, guitarra havaiana e baixo
- Richard Wright – teclados
- Nick Mason – bateria, pandeirola e sino

Músicos convidados
- Jon Carin – piano
- Michael Kamen – arranjo de cordas

## Desempenho em paradas musicais
| Parada musical (1994)                           | Posição |
| ----------------------------------------------- | ------- |
| Estados Unidos U.S. Billboard Album Rock Tracks | 7       |
| França SNEP Singles Chart                       | 4       |
| Reino Unido (UK Singles Chart)                  | 26      |

| Parada musical anual (1994) | Posição |
| --------------------------- | ------- |
| French Singles Chart        | 36      |